# Lily Örnsäter
Lilly (Lily) Charlotta Margareta Örnsäter, född Sundquist 9 februari 1897 i Stockholms finska församling, Stockholm, död 25 oktober 1975 i Högalids församling, Stockholm, var en svensk tonsättare och målare.
Hon var gift med Eugen Örnsäter. Hon var som konstnär, huvudsakligen autodidakt men fick en viss vägledning av sin man. Hannes konst består av blomsterstilleben och landskapsskildringar. Som tonsättare tonsatte hon bland annat Blått och gult, Sommarfröjd och Slåttervals.